# Fusion de galaxies

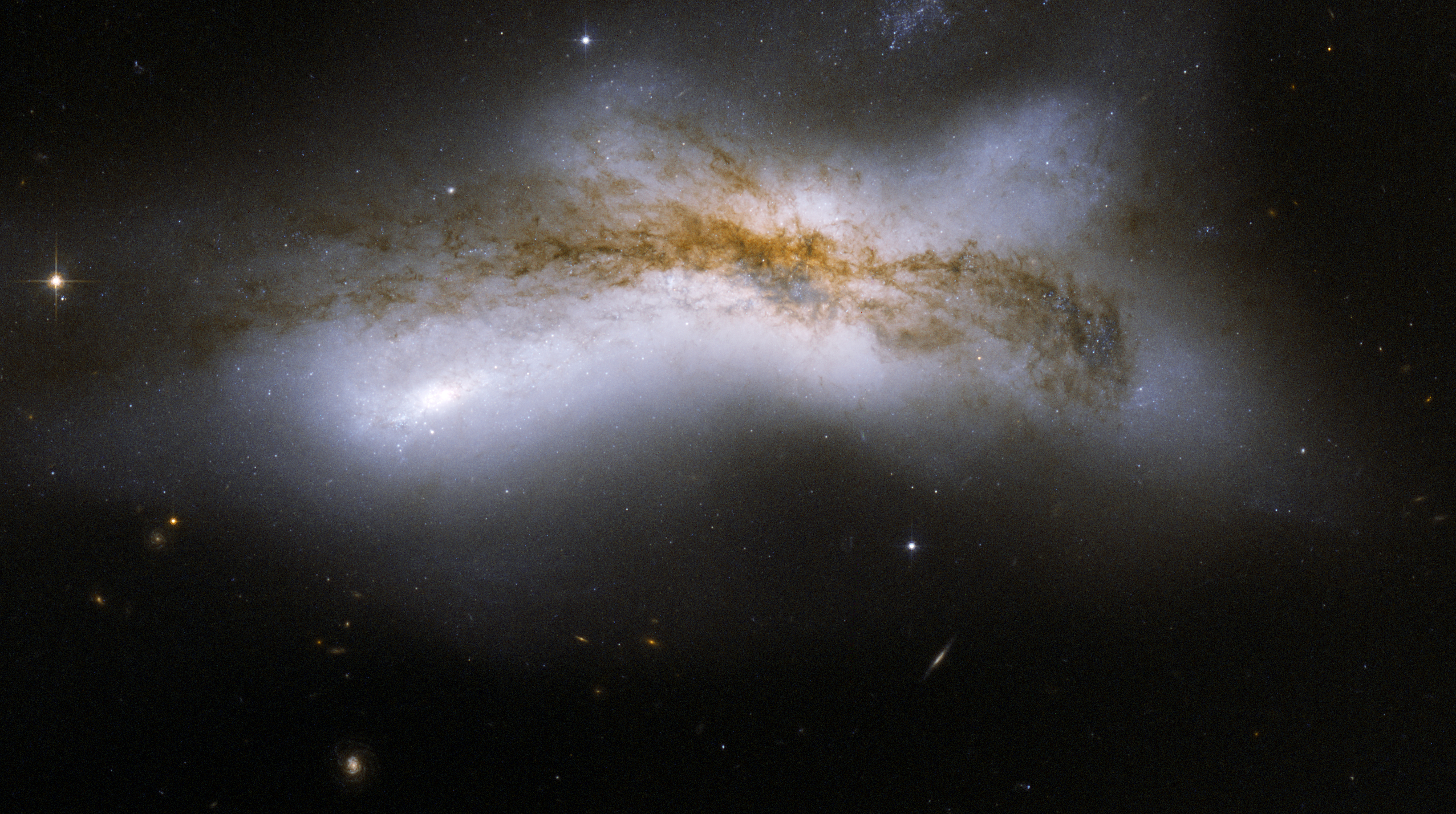
Fusion des galaxies de NGC 520.

La fusion galactique est le processus par lequel deux galaxies finissent par n'en faire plus qu'une. Celle-ci se produit lorsque le moment angulaire relatif des deux galaxies avançant l'une sur l'autre n'est pas suffisamment élevé pour permettre la libération d'une des galaxies de l'emprise de l'autre. Les paramètres intervenant lors d'une fusion sont très nombreux : angle de la collision, vitesse, masse, taille, composition relatives, etc.
Bien que les fusions galactiques n’entraînent pas une collision significative d'étoiles, les interactions gravitationnelles entre les galaxies concernées ainsi que les frictions entre leur gaz et leur poussière ont des effets majeurs sur le « métabolisme » des galaxies. Le résultat final d'une fusion dépend également de beaucoup de paramètres, mais, dans la plupart des cas, les deux galaxies fusionnent en une galaxie unique plus grande. 
Pendant la fusion, les étoiles et la matière noire dans les galaxies impliquées sont de plus en plus affectées au fur et à mesure que l'autre galaxie approche. Vers la fin du processus de fusion, le potentiel gravitationnel et la forme de la galaxie commencent à changer si rapidement que les orbites des étoiles sont grandement affectées. Ce processus est appelé violent relaxation. De ce fait, si deux galaxies à disque entrent en collision, les orbites des étoiles ne suivront plus le disque de façon plane. Lors de la fusion, le mouvement ordonné est transformé et les étoiles de la galaxie résultante orbitent de façon aléatoire et complexe, dans une forme de déplacements semblables à ceux observés dans les galaxies elliptiques.

## Formation d'étoiles

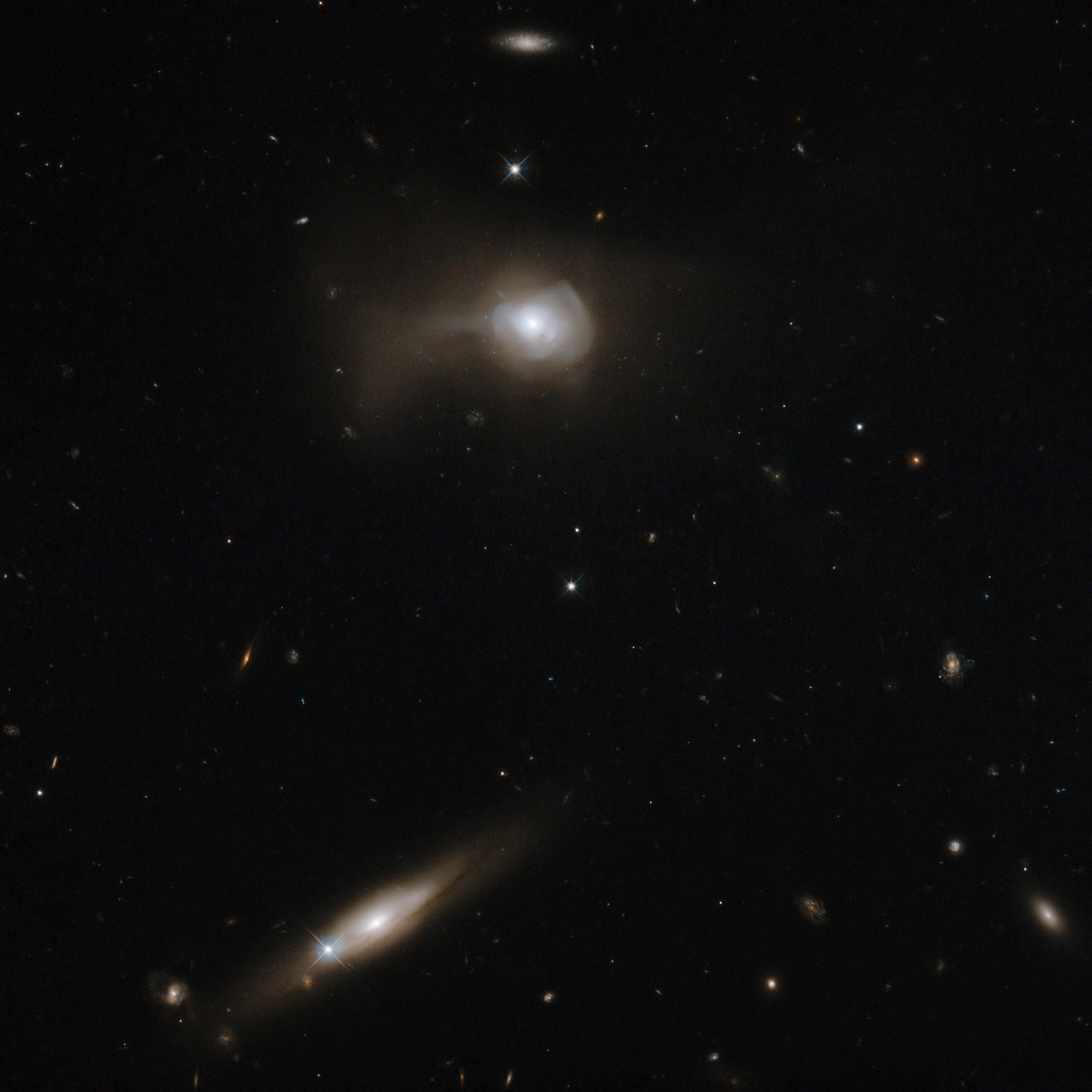
Markarian 779. La galaxie déformée serait le produit d'une fusion de deux galaxies spirales.

Les fusions de galaxies sont le lieu de formation de nombreuses étoiles. Le taux de formation d'étoiles lors d'un fusion majeure peut atteindre des milliers de masses solaires chaque année, selon le contenu en gaz et le décalage vers le rouge de chaque galaxie,. Le taux de formation d'étoiles d'une fusion typique est d'environ 100. En comparaison, le taux de formation dans la Voie lactée est de l'ordre de deux par année. 
Même si la plupart des étoiles ne s'approchent jamais assez près l'une de l'autre pour entrer en collision, ce n'est pas le cas des nuages moléculaires, qui s'approchent du centre des galaxies en processus de fusion et entrent en collision. Ceci peut résulter en la condensation de ces derniers en de nouvelles étoiles. Bien que ce phénomène puisse être observé dans l'univers « proche », il est plus fréquent à l'époque de la formation des grandes galaxies spirales il y a environ 1 à 10 milliards d'années. À cette époque, les galaxies étaient beaucoup plus riches en gaz (et donc plus riches en nuages moléculaires). Ce processus se produit également en périphérie du centre. 
Le résultat de tous ces processus est qu'après une fusion, les galaxies tendent à avoir des réserves amoindries de gaz, ce qui fait qu'elles ne produisent plus beaucoup d'étoiles après leur fusion. Ainsi, si une galaxie est issue d'une fusion et que des milliards d'années passent, elle n'aura pas beaucoup de jeunes étoiles. C'est ce qui est généralement observé dans les galaxies elliptiques, qui possèdent peu de gaz moléculaire et peu de jeunes étoiles. Les galaxies elliptiques serait ainsi possiblement issues de fusion de galaxies.

## Types

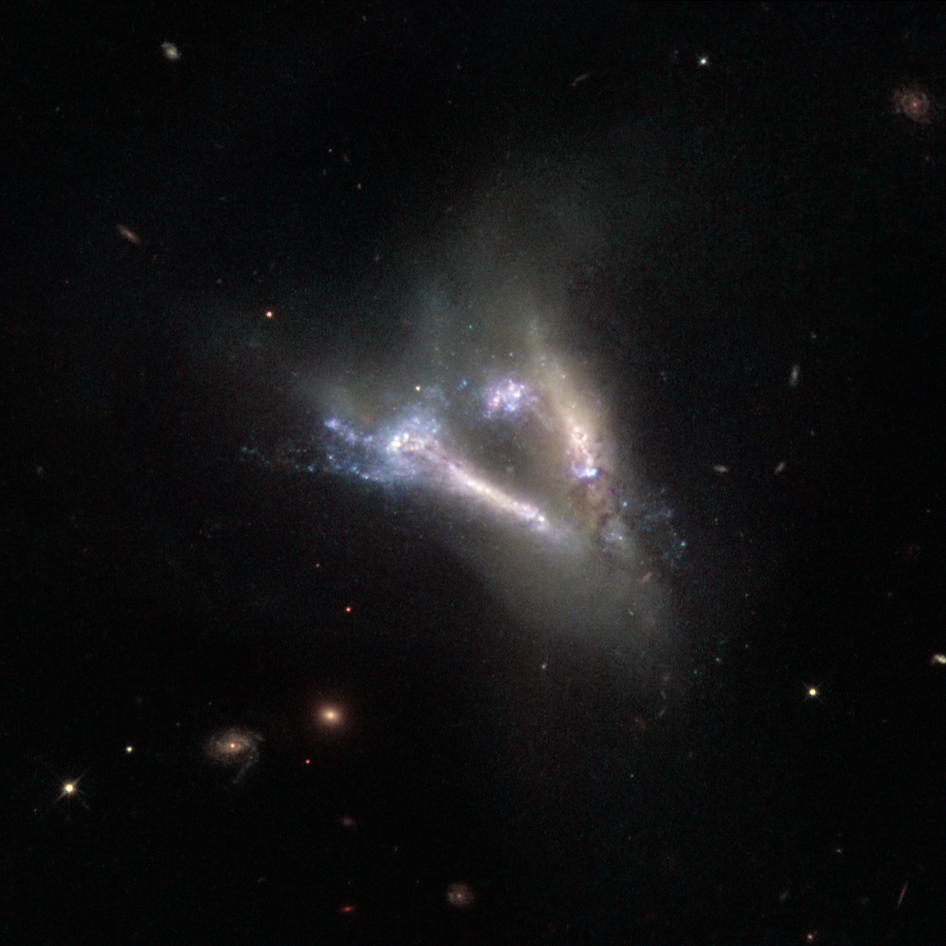
Le « V volant » (flying V) d'une fusion de galaxies.

Les fusions de galaxies peuvent être classées selon différentes propriétés de leur fusion. Ainsi, une fusion binaire implique deux galaxies en interaction, alors qu'une fusion multiple implique plus de deux galaxies.
Une fusion mineure se produit lorsque l'une des galaxies est beaucoup plus importante que l'autre. Souvent, la plus grande galaxie « mange » la plus petite, absorbant l'essentiel de ses éléments. Ainsi, notre galaxie la Voie Lactée serait en train d’absorber des galaxies plus petites telles que la galaxie naine du Grand Chien et, éventuellement, les Nuages de Magellan. Le courant stellaire de la Vierge serait les vestiges d'une galaxie naine qui s'est fusionnée à la Voie lactée. Dans le cas d'une fusion majeure, ce sont deux galaxies spirales, d'à peu près la même taille, qui se heurtent avec un certain angle et avec certaines vitesses. Ce type de fusion entraîne généralement une grande partie de la poussière et des gaz à passer au travers d’une variété de mécanismes, qui comprennent souvent un passage par un état de galaxie active. Ce type de fusion serait la force motrice de nombreux quasars et résulterait en la formation d'une galaxie elliptique.
Une étude a révélé que les grandes galaxies ont fusionné au moins une fois au cours des derniers 9 milliards d'années. Les petites galaxies ont été gobées plus fréquemment par de grandes galaxies. 
Les fusions peuvent également être catégorisées en fonction de la composition du gaz des galaxies impliquées. Ainsi, une Fusion « mouillée » (wet merger) est une fusion entre des galaxies riches en gaz, ou galaxies bleues. Les fusions mouillées peuvent produire une plus grande quantité d'étoiles, transformer les galaxies à disque en galaxies elliptiques et déclencher des activités de quasar. Au contraire, une fusion « à sec » (dry merger) a lieu entre des galaxies pauvres en gaz, ou galaxies rouges. Ces fusions pourraient ne pas affecter significativement le taux de formation d'étoiles, mais peuvent jouer un rôle important dans la croissance de la masse stellaire.
Une fusion « humide » (damp merger) est un type de fusion situé entre les deux mentionnés ci-dessus, où il y a assez de gaz pour alimenter une importante formation d'étoiles, mais pas assez pour former des amas globulaires, alors qu'une fusion mixte se produit quand des galaxies bleues et rouges fusionnent.
En 2025, on observe directement pour la première fois la fusion, non de deux galaxies, mais de deux amas globulaires au sein d'une galaxie naine. On pense que ce type de fusion est à l'origine des noyaux stellaires compacts, qu'une fraction notable des galaxies naines abritent en leur centre,.

## Exemples
Selon des simulations numériques réalisées par des astronomes de l'Observatoire de Paris et des observatoires astronomiques nationaux de l'Académie des sciences de Chine (NAOC), la galaxie d'Andromède et ses galaxies naines seraient le résultat d'une fusion majeure qui se serait produite il y a des milliards d'années.
Une des plus grandes fusions de galaxies jamais observées implique quatre galaxies elliptiques situées dans le nuage CL0958 +4702.
Voici d'autres exemples de galaxies qui sont en processus de fusion ou qui seraient le résultat d'une fusion :
- Galaxies des Antennes
- NGC 4676
- Centaurus A
- ESO 593-8